# NGC 4289
NGC 4289 is een spiraalvormig sterrenstelsel in het sterrenbeeld Maagd. Het hemelobject werd in 1877 ontdekt door de Duitse astronoom Ernst Wilhelm Leberecht Tempel.

## Synoniemen
- UGC 7403
- IRAS 12184+0400
- MCG 1-32-15
- VCC 449
- ZWG 42.38
- FGC 1418
- PGC 39886